# Let Go
"Let Go" je prvi studijski album kanadske kantautorice Avril Lavigne. Album je objavljen 4. lipnja 2002. godine pod diskografskom kućom Arista Records. Osvojio je četiri Grammy nominacije. Najavni je singl za album "Complicated" objavljen početkom svibnja 2002., a postao je veliki hit diljem svijeta. Prodan je u više od 16 milijuna primjeraka širom svijeta.

## Komercijalni uspjeh
Let Go je bio komercijalno uspješan u SAD-u, časopis Entertainment Weekly prozvao ga je najbolji debitanskim albumom u 2002. godini. Album je debitirao na ljestvici Billboard 200 s prodanih 62.000 primjeraka u prvom tjednu nakon objavljivanja. Visoku poziciju na ljestvici postigao je zbog singla "Complicated" koji se redovito puštao na MTV-u. Zbog povećanja prodaje svakog tjedna album je bio 37 tjedana među prvih deset albuma. Album se svakog tjedna prodao po 100.000 puta i tako je sredinom 2002. godine došao do brojke od 2 milijuna prodanih primjeraka. U prosincu je časopis Entertainment Weekly izjavio kako se album prodao u 4 milijuna primjeraka i kako je treći najprodavaniji album 2002. godine u SAD-u.

## Popis pjesama
1. "Losing Grip" (Avril Lavigne/Clif Magness) 3:53
2. "Complicated" (Lavigne/The Matrix) 4:03
3. "Sk8er Boi" (Lavigne/The Matrix) 3:23
4. "I’m With You" (Lavigne/The Matrix) 3:42
5. "Mobile" (Lavigne/Magness) 3:31
6. "Unwanted" (Lavigne/Magness) 3:40
7. "Tomorrow" (Lavigne/Curtis Frasca/Sabelle Breer) 3:48
8. "Anything But Ordinary" (Lavigne/The Matrix) 4:10
9. "Things I'll Never Say" (Lavigne/The Matrix) 3:43
10. "My World" (Lavigne/Magness) 3:26
11. "Nobody's Fool" (Lavigne/Peter Zizzo) 3:56
12. "Too Much to Ask" (Lavigne/Magness) 3:44
13. "Naked" (Lavigne/Frasca/Breer) 3:28

## Ljestvice
| Ljestvica              | Najviša pozicija | Naklada       |
| ---------------------- | ---------------- | ------------- |
| Australija             | 1                | 7x Platinasta |
| Brazil                 | 1                | 2x Platinasta |
| Kanada                 | 1                | Dijamantna    |
| Ujedinjeno Kraljevstvo | 1                | 5x Platinasta |
| SAD Billboard 200      | 2                | 6x Platinasta |

## Vanjske poveznice
- Riječi pjesama